# Calpenzmoor
Calpenzmoor este o arie protejată (arie specială de conservare — SAC, sit de importanță comunitară — SCI) din Germania întinsă pe o suprafață de 134,25 ha, integral pe uscat.

## Localizare
Centrul sitului Calpenzmoor este situat la coordonatele 51°54′45″N 14°30′08″E / 51.9125°N 14.5022°E.

## Înființare
Situl Calpenzmoor a fost declarat sit de importanță comunitară în septembrie 2000 pentru a proteja 7 specii de animale. Situl a fost protejat și ca arie specială de conservare în iunie 2004.

## Biodiversitate
Situată în ecoregiunea continentală, aria protejată conține 3 habitate naturale: Lacuri și iazuri distrofice naturale, Mlaștini turboase de tranziție și turbării mișcătoare, Mlaștini împădurite.
La baza desemnării sitului se află mai multe specii protejate:
- păsări (5): erete de stuf (Circus aeruginosus), becațină comună (Gallinago gallinago), Grus grus grus, gaia neagră (Milvus migrans), vultur pescar (Pandion haliaetus)
- nevertebrate (2): libelule (Leucorrhinia pectoralis), fluturele purpuriu (Lycaena dispar)

Pe lângă speciile protejate, pe teritoriul sitului au mai fost identificate 28 de specii de plante, 3 specii de amfibieni, 1 specie de reptile.